# اجدال البجر (السياني)

تعديل مصدري - تعديل

اجدال البجر محلة تابعة لقرية العبرة، التابعة لعزلة هدفان بمديرية السياني إحدى مديريات محافظة إب في الجمهورية اليمنية.، بلغ تعداد سكانها 23 حسب تعداد اليمن لعام 2004.